# ATP-toernooi van Umag
Het ATP-toernooi van Umag is een jaarlijks terugkerend tennistoernooi van de ATP dat wordt georganiseerd in de Kroatische stad Umag. De officiële naam van het toernooi is de Plava Laguna Croatia Open Umag.
Vanaf 1990, toen de eerste editie plaatsvond, wordt het toernooi ieder jaar gespeeld, uitgezond de editie van 2020. De wedstrijden worden afgewerkt op een gravelpark in de openlucht.
Het toernooi vindt eind juli/begin augustus plaats en is hiermee en van de Europese graveltoernooien na Wimbledon.
De Spanjaard Carlos Moyà is recordhouder met vijf titels. De Oostenrijker Thomas Muster heeft drie titels behaald.

## Finales

### Enkelspel
| Datum      | Naam                                  | Categorie    | ($/€)     | Winnaar                                | Verliezend finalist                    | Uitslag                                |                                        |
| ---------- | ------------------------------------- | ------------ | --------- | -------------------------------------- | -------------------------------------- | -------------------------------------- | -------------------------------------- |
| 14-05-1990 | Yugoslav Open                         | World Series | $ 147.500 | Goran Prpić                            | Goran Ivanišević                       | 6-3, 4-6, 6-4                          | Details                                |
| 13-05-1991 | Yugoslavia Open                       | World Series | $ 215.000 | Dimitri Poliakov                       | Javier Sánchez                         | 6-4, 6-4                               | Details                                |
| 24-08-1992 | Yugoslavia Open                       | World Series | $ 235.000 | Thomas Muster (1)                      | Franco Davín                           | 6-1, 4-6, 6-4                          | Details                                |
| 23-08-1993 | Croatia Open                          | World Series | $ 275.000 | Thomas Muster (2)                      | Alberto Berasategui                    | 7-5, 3-6, 6-3                          | Details                                |
| 22-08-1994 | Croatia Open                          | World Series | $ 375.000 | Alberto Berasategui                    | Karol Kučera                           | 6-2, 6-4                               | Details                                |
| 21-08-1995 | Croatia Open                          | World Series | $ 375.000 | Thomas Muster (3)                      | Carlos Costa                           | 3-6, 7-6, 6-4                          | Details                                |
| 12-08-1996 | Croatia Open                          | World Series | $ 375.000 | Carlos Moyà (1)                        | Félix Mantilla                         | 6-0, 7-6                               | Details                                |
| 21-07-1997 | International Championship of Croatia | World Series | $ 375.000 | Félix Mantilla                         | Sergi Bruguera                         | 6-3, 7-6                               | Details                                |
| 27-07-1998 | International Championship of Croatia | Int. Series  | $ 375.000 | Bohdan Ulihrach                        | Magnus Norman                          | 6-3, 7-6                               | Details                                |
| 26-07-1999 | International Championship of Croatia | Int. Series  | $ 375.000 | Magnus Norman                          | Jeff Tarango                           | 6-2, 6-4                               | Details                                |
| 17-07-2000 | Croatia Open Umag                     | Int. Series  | $ 375.000 | Marcelo Ríos                           | Mariano Puerta                         | 7-6, 4-6, 6-4                          | Details                                |
| 16-07-2001 | Croatia Open Umag                     | Int. Series  | $ 375.000 | Carlos Moyà (2)                        | Jérôme Golmard                         | 6-4, 3-6, 7-6                          | Details                                |
| 15-07-2002 | Croatia Open Umag                     | Int. Series  | $ 356.000 | Carlos Moyà (3)                        | David Ferrer                           | 6-3, 6-2                               | Details                                |
| 21-07-2003 | Croatia Open Umag                     | Int. Series  | $ 375.000 | Carlos Moyà (4)                        | Filippo Volandri                       | 6-4, 3-6, 7-5                          | Details                                |
| 19-07-2004 | Croatia Open Umag                     | Int. Series  | $ 375.000 | Guillermo Cañas                        | Filippo Volandri                       | 7-5, 6-3                               | Details                                |
| 25-07-2005 | Croatia Open Umag                     | Int. Series  | € 375.000 | Guillermo Coria                        | Carlos Moyà                            | 6-2, 4-6, 6-2                          | Details                                |
| 24-07-2006 | Studena Croatia Open Umag             | Int. Series  | € 375.000 | Stanislas Wawrinka                     | Novak Đoković                          | 6-6, opgave                            | Details                                |
| 23-07-2007 | Studena Croatia Open Umag             | Int. Series  | € 391.000 | Carlos Moyà (5)                        | Andrei Pavel                           | 6-4, 6-2                               | Details                                |
| 14-07-2008 | ATP Studena Croatia Open              | Int. Series  | € 305.000 | Fernando Verdasco                      | Igor Andrejev                          | 3-6, 6-4, 7-6                          | Details                                |
| 27-07-2009 | ATP Studena Croatia Open              | ATP 250      | € 398.250 | Nikolaj Davydenko                      | Juan Carlos Ferrero                    | 6-3, 6-0                               | Details                                |
| 01-08-2010 | ATP Studena Croatia Open              | ATP 250      | € 398.250 | Juan Carlos Ferrero                    | Potito Starace                         | 6-4, 6-4                               | Details                                |
| 31-07-2011 | ATP Studena Croatia Open              | ATP 250      | € 398.250 | Oleksandr Dolgopolov                   | Marin Čilić                            | 6-4, 3-6, 6-3                          | Details                                |
| 15-07-2012 | ATP Vegeta Croatia Open               | ATP 250      | € 358.425 | Marin Čilić                            | Marcel Granollers                      | 6-4, 6-2                               | Details                                |
| 28-07-2013 | ATP Vegeta Croatia Open               | ATP 250      | € 410.200 | Tommy Robredo                          | Fabio Fognini                          | 6-0, 6-3                               | Details                                |
| 27-07-2014 | ATP Vegeta Croatia Open               | ATP 250      | € 426.605 | Pablo Cuevas                           | Tommy Robredo                          | 6-3, 6-4                               | Details                                |
| 26-07-2015 | ATP Konzum Croatia Open               | ATP 250      | € 439.405 | Dominic Thiem                          | João Sousa                             | 6-4, 6-1                               | Details                                |
| 24-07-2016 | ATP Konzum Croatia Open               | ATP 250      | € 463.520 | Fabio Fognini                          | Andrej Martin                          | 6-4, 6-1                               | Details                                |
| 23-07-2017 | ATP Konzum Croatia Open               | ATP 250      | € 482.060 | Andrej Roebljov                        | Paolo Lorenzi                          | 6-4, 6-2                               | Details                                |
| 22-07-2018 | Plava Laguna Croatia Open Umag        | ATP 250      | € 501.345 | Marco Cecchinato                       | Guido Pella                            | 6-2, 7-6(4)                            | Details                                |
| 21-07-2019 | Plava Laguna Croatia Open Umag        | ATP 250      | € 524.340 | Dušan Lajović                          | Attila Balázs                          | 7-5, 7-5                               | Details                                |
| 26-07-2020 | Plava Laguna Croatia Open Umag        | ATP 250      | € 542.695 | Geen toernooi wegens de coronapandemie | Geen toernooi wegens de coronapandemie | Geen toernooi wegens de coronapandemie | Geen toernooi wegens de coronapandemie |
| 25-07-2021 | Plava Laguna Croatia Open Umag        | ATP 250      | € 481.270 | Carlos Alcaraz                         | Richard Gasquet                        | 6-2, 6-2                               | Details                                |
| 31-07-2022 | Plava Laguna Croatia Open Umag        | ATP 250      | € 534.555 | Jannik Sinner                          | Carlos Alcaraz                         | 6-7(5), 6-1, 6-1                       | Details                                |
| 30-07-2023 | Plava Laguna Croatia Open Umag        | ATP 250      | € 562.815 | Alexei Popyrin                         | Stan Wawrinka                          | 6–7(5), 6–3, 6–4                       | Details                                |
| 27-07-2024 | Plava Laguna Croatia Open Umag        | ATP 250      | € 579.320 | Francisco Cerúndolo                    | Lorenzo Musetti                        | 2–6, 6–4, 7–6(5)                       | Details                                |

### Dubbelspel
| Datum      | Naam                                  | Categorie    | ($/€)     | Winnaar                                   | Runner-up                              | Uitslag                                |                                        |
| ---------- | ------------------------------------- | ------------ | --------- | ----------------------------------------- | -------------------------------------- | -------------------------------------- | -------------------------------------- |
| 14-05-1990 | Yugoslav Open                         | World Series | $ 147.500 | Vojtěch Flégl Daniel Vacek                | Andrej Tsjerkasov Andrej Olchovski     | 6-4, 6-4                               | Details                                |
| 13-05-1991 | Yugoslavia Open                       | World Series | $ 215.000 | Gilad Bloom Javier Sánchez                | Richey Reneberg David Wheaton          | 7-6, 2-6, 6-1                          | Details                                |
| 24-08-1992 | Yugoslavia Open                       | World Series | $ 235.000 | David Prinosil Richard Vogel              | Sander Groen Lars Koslowski            | 6-3, 6-7, 7-6                          | Details                                |
| 23-08-1993 | Croatia Open                          | World Series | $ 275.000 | Filip Dewulf Tom Vanhoudt                 | Jordi Arrese Francisco Roig            | 6-4, 7-5                               | Details                                |
| 22-08-1994 | Croatia Open                          | World Series | $ 375.000 | Diego Pérez Francisco Roig                | Karol Kučera Paul Wekesa               | 6-2, 6-4                               | Details                                |
| 21-08-1995 | Croatia Open                          | World Series | $ 375.000 | Luis Lobo (1) Javier Sánchez (1)          | David Ekerot László Markovits          | 6-4, 6-0                               | Details                                |
| 12-08-1996 | Croatia Open                          | World Series | $ 375.000 | Pablo Albano Luis Lobo (2)                | Ģirts Dzelde Udo Plamberger            | 6-4, 6-1                               | Details                                |
| 21-07-1997 | International Championship of Croatia | World Series | $ 375.000 | Dinu Pescariu Davide Sanguinetti          | Dominik Hrbatý Karol Kučera            | 7-6, 6-4                               | Details                                |
| 27-07-1998 | International Championship of Croatia | Int. Series  | $ 375.000 | Neil Broad Piet Norval                    | Jiří Novák David Rikl                  | 6-1, 3-6, 6-3                          | Details                                |
| 26-07-1999 | International Championship of Croatia | Int. Series  | $ 375.000 | Mariano Puerta Javier Sánchez (2)         | Massimo Bertolini Cristian Brandi      | 3-6, 6-2, 6-3                          | Details                                |
| 17-07-2000 | Croatia Open Umag                     | Int. Series  | $ 375.000 | Álex López Morón Albert Portas            | Ivan Ljubičić Lovro Zovko              | 6-1, 7-6                               | Details                                |
| 16-07-2001 | Croatia Open Umag                     | Int. Series  | $ 375.000 | Sergio Roitman Andrés Schneiter           | Ivan Ljubičić Lovro Zovko              | 6-2, 7-5                               | Details                                |
| 15-07-2002 | Croatia Open Umag                     | Int. Series  | $ 356.000 | František Čermák Julian Knowle            | Albert Portas Fernando Vicente         | 6-4, 6-4                               | Details                                |
| 21-07-2003 | Croatia Open Umag                     | Int. Series  | $ 375.000 | Álex López Morón Rafael Nadal             | Todd Perry Thomas Shimada              | 6-1, 6-3                               | Details                                |
| 19-07-2004 | Croatia Open Umag                     | Int. Series  | $ 375.000 | José Acasuso Flávio Saretta               | Jaroslav Levinský David Škoch          | 4-6, 6-2, 6-4                          | Details                                |
| 25-07-2005 | Croatia Open Umag                     | Int. Series  | € 375.000 | Jiří Novák Petr Pála (1)                  | Michal Mertiňák David Škoch            | 6-3, 6-3                               | Details                                |
| 24-07-2006 | Studena Croatia Open Umag             | Int. Series  | € 375.000 | Jaroslav Levinský David Škoch             | Guillermo García López Albert Portas   | 6-4, 6-4                               | Details                                |
| 23-07-2007 | Studena Croatia Open Umag             | Int. Series  | € 391.000 | Lukáš Dlouhý Michal Mertiňák (1)          | Jaroslav Levinský David Škoch          | 6-1, 6-1                               | Details                                |
| 14-07-2008 | ATP Studena Croatia Open              | Int. Series  | € 305.000 | Michal Mertiňák (2) Petr Pála (2)         | Carlos Berlocq Fabio Fognini           | 2-6, 6-3, [10-5]                       | Details                                |
| 27-07-2009 | ATP Studena Croatia Open              | ATP 250      | € 398.250 | František Čermák (1) Michal Mertiňák (3)  | Johan Brunström Jean-Julien Rojer      | 6-4, 6-4                               | Details                                |
| 01-08-2010 | ATP Studena Croatia Open              | ATP 250      | € 398.250 | Leoš Friedl Filip Polášek                 | František Čermák Michal Mertiňák       | 6-3, 7-6(7)                            | Details                                |
| 31-07-2011 | ATP Studena Croatia Open              | ATP 250      | € 398.250 | Simone Bolelli (1) Fabio Fognini (1)      | Marin Čilić Lovro Zovko                | 6-3, 5-7, [10-7]                       | Details                                |
| 15-07-2012 | ATP Vegeta Croatia Open               | ATP 250      | € 358.425 | David Marrero (1) Fernando Verdasco       | Marcel Granollers Marc López           | 6-3, 7-6(4)                            | Details                                |
| 28-07-2013 | ATP Vegeta Croatia Open               | ATP 250      | € 410.200 | Martin Kližan (1) David Marrero (2)       | Nicholas Monroe Simon Stadler          | 6-1, 5-7, [10-7]                       | Details                                |
| 27-07-2014 | ATP Vegeta Croatia Open               | ATP 250      | € 426.605 | František Čermák (2) Lukáš Rosol          | Dušan Lajović Franko Škugor            | 6-4, 7-6(5)                            | Details                                |
| 26-07-2015 | ATP Konzum Croatia Open               | ATP 250      | € 439.405 | Máximo González André Sá                  | Mariusz Fyrstenberg Santiago González  | 4-6, 6-3, [10-5]                       | Details                                |
| 24-07-2016 | ATP Konzum Croatia Open               | ATP 250      | € 463.520 | Martin Kližan (2) David Marrero (3)       | Nikola Mektić Antonio Šančić           | 6-4, 6-2                               | Details                                |
| 22-07-2017 | ATP Konzum Croatia Open               | ATP 250      | € 482.060 | Guillermo Durán Andrés Molteni            | Marin Draganja Tomislav Draganja       | 6-3, 6-7(4), [10-6]                    | Details                                |
| 21-07-2018 | Plava Laguna Croatia Open Umag        | ATP 250      | € 501.345 | Robin Haase (1) Matwé Middelkoop          | Roman Jebavý Jiří Veselý               | 6-4, 6-4                               | Details                                |
| 20-07-2019 | Plava Laguna Croatia Open Umag        | ATP 250      | € 524.340 | Robin Haase (2) Philipp Oswald            | Oliver Marach Jürgen Melzer            | 7-5, 6-7(2), [14-12]                   | Details                                |
| 26-07-2020 | Plava Laguna Croatia Open Umag        | ATP 250      | € 542.695 | Geen toernooi wegens de coronapandemie    | Geen toernooi wegens de coronapandemie | Geen toernooi wegens de coronapandemie | Geen toernooi wegens de coronapandemie |
| 24-07-2021 | Plava Laguna Croatia Open Umag        | ATP 250      | € 481.270 | Fernando Romboli David Vega Hernández     | Tomislav Brkić Nikola Čačić            | 6-3, 7-5                               | Details                                |
| 31-07-2022 | Plava Laguna Croatia Open Umag        | ATP 250      | € 534.555 | Simone Bolelli (2) Fabio Fognini (2)      | Lloyd Glasspool Harri Heliövaara       | 5-7, 7-6(6), [10-7]                    | Details                                |
| 30-07-2023 | Plava Laguna Croatia Open Umag        | ATP 250      | € 562.815 | Blaž Rola Nino Serdarušić                 | Simone Bolelli Andrea Vavassori        | 4–6, 7–6(2), [15–13]                   | Details                                |
| 27-07-2024 | Plava Laguna Croatia Open Umag        | ATP 250      | € 579.320 | Guido Andreozzi Miguel Ángel Reyes Varela | Manuel Guinard Grégoire Jacq           | 6–4, 6–2                               | Details                                |

## Statistieken

### Meeste enkelspeltitels
| Aantal titels | Speler        | Jaren                              |
| ------------- | ------------- | ---------------------------------- |
| 5             | Carlos Moyà   | 1996, 2001, 2002, 2003, 2007, 2003 |
| 3             | Thomas Muster | 1992, 1993, 1995                   |

(Bijgewerkt t/m 2024)

### Meeste enkelspeltitels per land
| Aantal titels | Land       |
| ------------- | ---------- |
| 11            | Spanje     |
| 4             | Oostenrijk |
| 3             | Italië     |
| 3             | Argentinië |
| 2             | Rusland    |

(Bijgewerkt t/m 2024)